# Spialia spio
Spialia spio is een vlinder uit de familie van de dikkopjes (Hesperiidae). De wetenschappelijke naam is gepubliceerd in 1764 door Linnaeus.